# تامی کریستنسن
تامی کریستنسن (انگلیسی: Tommy Christensen؛ زادهٔ ۲۰ ژوئیهٔ ۱۹۶۱) بازیکن سابق فوتبال اهل دانمارک است که به طور حرفه‌ای برای الچه در اسپانیا، بروندبی در دانمارک و آینتراخت برانشوایگ در آلمان بازی کرد.
وی همچنین در تیم‌های ملی فوتبال زیر ۱۹ سال دانمارک، زیر ۲۱ سال دانمارک، و دانمارک بازی کرده‌است.